# (85216) Schein
(85216) Schein est un astéroïde de la ceinture principale.

## Description
(85216) Schein est un astéroïde de la ceinture principale. Il fut découvert le 24 septembre 1992 à Tautenburg par Freimut Börngen et Lutz Dieter Schmadel. Il présente une orbite caractérisée par un demi-grand axe de 2,14 UA, une excentricité de 0,14 et une inclinaison de 1,2° par rapport à l'écliptique.